# دانيال جيمس (مهندس)
دانيال جيمس (بالإنجليزية: Daniel James)‏ هو مهندس بريطاني، ولد في 1971 في لندن في المملكة المتحدة.

## وصلات خارجية
- دانيال جيمس على موقع IMDb (الإنجليزية)
- دانيال جيمس على موقع قاعدة بيانات الفيلم (الإنجليزية)